# Gordon Dobson
Gordon Miller Bourne Dobson (Windermere, 25 febbraio 1889 – Oxford, 11 marzo 1976) è stato un fisico britannico.
Per primo capì che nell'atmosfera, all'altezza di circa 11 km, si trova la temperatura minima di -55 °C, che poi ricresce fino a raggiungere i 30 °C a 50 km d'altezza.